# Майстой
Майстой (чечен. Мlайстой) — чеченский тайп, не входящий в девять традиционных тукхумов (некоторые авторы также выдвигают как тукхум).

## История
В древние времена был расселён на юге Чеченской Республики в области Майста, и поэтому майстой были тесно связаны как с чеченскими тайпами так и с грузинскими — хевсурами и пшавами. Представители тайпа майстой ныне проживают в Урус-Мартановском, Серноводском, Веденском и др. районах Чеченской Республики и в Панкисском ущелье Грузии, в долине реки Алазани.
Майстой считаются одним из средневековых чеченских обществ. В народных преданиях чеченцев область Майста считается одним из ведущих культурных и общественно-политических центров, а представители тайпа — одними из лучших строителей жилых и боевых башен. М. Мамакаев считал, что, в Майсты съезжались старейшины чеченских тайпов для выработки норм обычного права и для совещания по вопросам внешних отношений. Сохранились, и материальные остатки Майсты — многочисленные руины старинных башенных поселений, разбросанные по окрестным склонам, а также обширный некрополь, состоящий из нескольких десятков наземных и полуподземных склепов.
Вероятно, что майстой впервые отмечены в русских документах в 1603 году, где речь идёт о приезде на Терек по торговым делам Хармурза Абдалина из селения Тога, присоединившегося к посольству грузинского царя Александра в Москву.
В 1830—е годы приводятся данные о части населения горных чеченских обществ, в которых сообщается, что в трёх майстинских аулах проживают 72 семейств/дворов.